# 溫德爾·皮爾斯
溫德爾·愛德華·皮爾斯（英語：Wendell Edward Pierce，1963年12月8日—），美國男演員和商人。入圍過三次獨立精神獎，知名作品如電視劇《火线重案组》（2002年至2008年）、《劫後餘生》（2010年至2013年）、《金装律师》（2013年至2019年）和《湯姆·克蘭西之傑克·萊恩》（2018年至2023年）；電影作品如《黑潮麥爾坎》（1992年）、《雷之心靈傳奇》（2004年）、《逐夢大道》（2014年）和《天国与地狱》（2025年）。

## 私生活
皮爾斯稱自己為「三海岸」，時間大多花在洛杉磯、紐約市和紐奧良之間。他是紐奧良聖徒球隊的支持者，當地人暱稱他為「聖徒溫德爾」（Saints Wendell）。他也是圣帕特里克竞技足球俱乐部的狂熱支持者。
皮爾斯參加了2012年民主黨全國大會，是巴拉克·歐巴馬總統2012年競選活動中最重要的籌款活動之一；他也曾陪同格溫·艾佛參加白宮國宴。

## 外部連結
- 溫德爾·皮爾斯在互联网电影资料库（IMDb）上的資料（英文）
- 互联网外百老汇数据库（IOBDB）上溫德爾·皮爾斯的資料（英文）